# 齊柏林伯爵級航空母艦
齐柏林伯爵级（Graf Zeppelin-class）航空母舰是纳粹德国海军于1930年代中期规划的四艘航空母舰，由海军元帅埃里希·雷德尔在德英签署《英德海军协定》后作为《Z计划》重整军备的一部分提出。该级舰的设计基于对日本航母设计的深入研究，但德国舰船工程师因缺乏建造此类舰船的经验、北海海域航母作战的现实条件，以及舰船设计建造任务目标缺乏整体明确性而面临重重困难。
这种目标不明确性导致该级舰采用了诸如配备巡洋舰级别火炮（用于破交作战及对抗英国巡洋舰）等设计特征，而此类特征在美日航母设计中已被摒弃或从未采用。美日航母遵循特混舰队防御理念设计，依赖伴随巡洋舰提供水面火力支援，此举既能保障舰载机持续作业不受干扰，又可降低因参与水面交战而暴露于风险的可能性。
德国海军与空军间的政治内斗、海军内部意见分歧以及阿道夫·希特勒逐渐丧失兴趣等因素共同阻碍了纳粹德国航母计划推进。工人和材料短缺进一步拖慢建造进度，雷德尔于1939年将计划舰数从四艘缩减至两艘。即便如此，德国空军仍为其首支航母的航空队完成飞行员训练并做好作战准备。随着第二次世界大战爆发，建造重心转向U型潜艇；其中一艘航母（航空母舰B号）在船台上解体，另一艘（航空母舰A号，后被命名为“齐柏林伯爵”号）的建造虽短暂延续，但于1940年彻底停工，原定配属该舰的航空队于同期解散。
军用飞机在塔蘭托戰役、追击德国战列舰“俾斯麦”号、袭击珍珠港和中途岛海战中的作用，最终证明了航空母舰在现代海战中的作用。于是在希特勒的授权下恢复了航母的剩余建造工程。然而工程进展再次被推迟，这次是因为需要专为航母设计的新型飞机，以及根据战时发展对航母进行现代化改造的需要。希特勒对德国海军水面部队的表现感到失望，最终导致工程停止。战争结束时该船被苏联捕获，并于1947年作为靶船击沉。

## 设计和施工

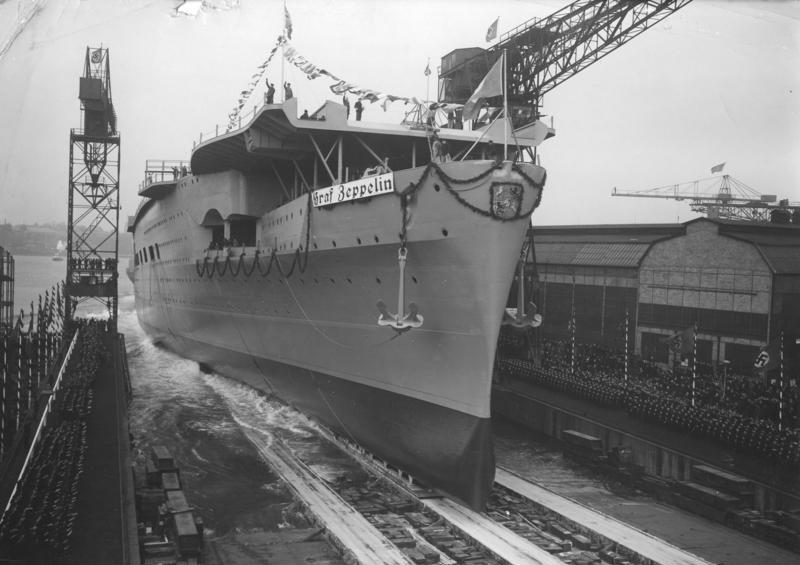
1938年12月8日，“齐柏林伯爵”号下水。

1933年后，德国海军开始研究建造航空母舰的可能性。威廉·哈德勒（Wilhelm Hadeler）在夏洛滕堡理工学院（Technische Hochschule，现柏林工业大学）担任海军结构学教授助理九年后，于1934年4月被任命起草航母初步设计方案。哈德勒的初版设计为一艘22,000長噸（22,000公噸）级舰船，可搭载50架舰载机，航速达35節（65每小時；40英里每小時）。 
1935年6月18日签署的《英德海军协定》允许德国建造总排水量不超过38,500吨的航空母舰，但规定德国各类军舰总吨位不得超过英国相应类别的35%。为此，德国海军决定将哈德勒的原设计方案缩减至19,250長噸（19,560公噸），此举可在35%的吨位限制内建造两艘航母。
设计团队认定新航母需具备对抗水面战舰的自卫能力，因此其装甲防护需达到重巡洋舰标准。配备16门15（5.9英寸）舰炮被视为足以抵御驱逐舰攻击。1935年，阿道夫·希特勒宣布德国将建造航母以增强海军实力。同年秋季，一名德国空军军官、一名海军军官与一名设计师赴日获取飞行甲板设备蓝图并考察日本航母“赤城”号。德方亦试图检查英国航母“暴怒”号，但未获成功。
“齐柏林伯爵”号的龙骨于1936年12月28日，在曾建造战列舰“格奈森瑙”号的船台上铺设，由基尔的德意志造船厂承建。两年后，海军元帅埃里希·雷德尔提出名为“Z计划”的雄心勃勃的造舰方案，旨在使德国海军具备在北海挑战英国皇家海军的能力。根据该计划，至1945年，海军将拥有四艘航母作为均衡力量的一部分；两艘齐柏林伯爵级舰船为该计划的前两艘。希特勒于1939年3月1日批准该建造计划。1938年，第二艘航母（临时代号“B”号）在基尔的日耳曼尼亚船厂船坞铺设龙骨。“齐柏林伯爵”号则于1938年12月8日下水。

## 设计

### 舰体

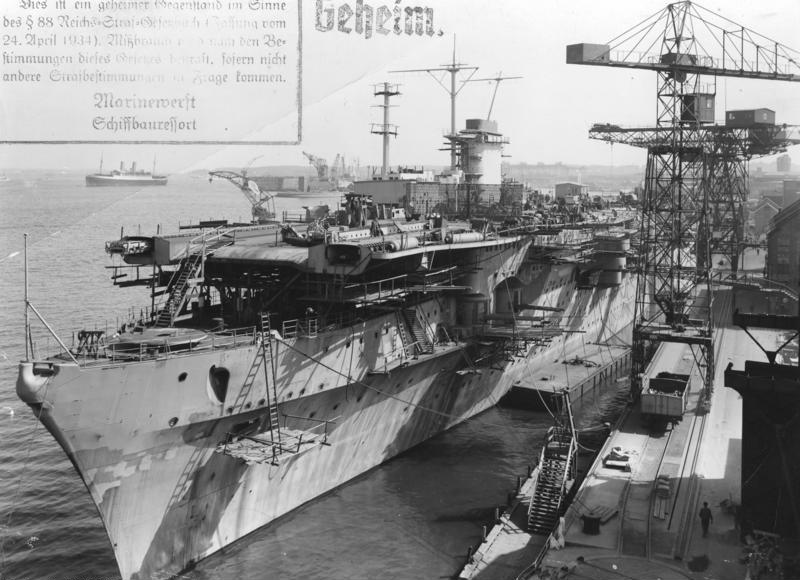
1940年6月，停泊于基尔港的“齐柏林伯爵”号航空母舰，此时展示着新改建的舰艏。图中还可见其15厘米炮廓舰炮（这些火炮后被拆除用于防御德军占领的挪威）。照片上标注有Geheim（德语“秘密”）字样。

齐柏林伯爵级航母的舰体被划分为19个水密隔舱，此为德国海军所有主力舰的标准划分方式。其装甲带厚度因部位而异：轮机舱与后部弹药库上方为100（3.9英寸），前部弹药库上方减至60（2.4英寸），至舰艏逐渐减少至30（1.2英寸）。舰尾装甲保持80（3.1英寸）以保护舵机。主装甲带内侧设有一道20（0.79英寸）防鱼雷舱壁。
齐柏林伯爵级的水平装甲防护（用于抵御航空炸弹与俯冲炮火）始于飞行甲板——该甲板作为主承力甲板。除升降机井与烟道上升口周围区域外，装甲厚度通常为20（0.79英寸）；升降机井周围增厚至40（1.6英寸）以提供必要结构强度，烟道区域加厚则用于增强破片防护。下层机库下方为主装甲甲板（或称中层甲板），其装甲厚度由弹药库上方的60（2.4英寸）渐变至机械舱上方的40（1.6英寸）。装甲板边缘以45度倾斜角与水线装甲带下部连接。
齐柏林伯爵级航母原始设计的长宽比为9.26:1，形成修长轮廓。然而至1942年5月，因设计变更导致的顶部重量累积问题，需在“齐柏林伯爵”号舰体两侧加装凸起，使长宽比降至8.33:1，成为1942年前设计的航母中最宽舰型。这些凸起主要改善稳定性，同时增强防鱼雷保护能力，并因特定舱室设计用于存储约1500公吨额外燃油而提升续航里程。 
“齐柏林伯爵”号的直立型舰艏于1940年初被改建为更尖锐的‘大西洋型舰艏’（Atlantic prow），旨在改善整体适航性。此举使其总长度增加5.2（17英尺）。

### 轮机
齐柏林伯爵级航母的动力装置拟配备16台拉蒙特式高压锅炉（与希佩尔海军上将级重巡洋舰同型）。其四组齿轮传动涡轮机驱动四轴推进，预计输出200,000匹軸馬力（150,000千瓦特），使航母最高航速达35節（40英里每小時；65每小時）。在1942年加装凸起结构前，最大燃料舱容量为5,000公吨燃油，理论作战半径在19節（35每小時；22英里每小時）航速下为9,600英里（15,400）。但类似动力舰船的实战经验表明此类估算极不准确，实际航程往往远低于理论值。
该舰原计划在舰艏中线位置安装两台福伊特-施耐德式全向推进舵，用于协助港口停泊及通过基尔运河等狭窄水道——由于该航母干舷较高且航速低于8節（15每小時；9.2英里每小時）时机动困难，强风可能导致舰体撞击运河侧壁。紧急情况下，该装置可在12節（22每小時；14英里每小時）以下速度辅助转向；若主机失效，可在平静海况下以4節（7.4每小時；4.6英里每小時）推进舰船。非使用时，装置可收回垂直竖井内并由水密盖保护。

### 飞行甲板和机库

#### 飞行甲板
齐柏林伯爵级航母的钢制飞行甲板覆盖木质板材，最大长度为242（794英尺）、宽30（98英尺）。甲板后部略带弧形下倾，悬垂于主上层建筑之上但不延伸至舰尾，由钢梁支撑。舰艏设计为开放式前甲板，飞行甲板前缘呈不规则形状（主要因弹射轨道钝端所致），但预计不会造成异常气流扰动。通过模型风洞测试证实此点，但测试也显示当舰体向左舷偏航时，其细长的低矮岛式上层建筑会在飞行甲板上方产生涡流。此现象被认为在航空作业中属于可接受风险。

#### 机库
齐柏林伯爵级航母的上下层机库呈长窄型，侧壁与端部无装甲防护。工作间、仓库及船员住舱位于机库外侧，此设计与英国航母相似。上层机库尺寸为185（607英尺）x 16（52英尺）；下层机库为172（564英尺）x 16（52英尺）。上层机库垂直净高6（20英尺），下层因天花板支撑结构减少0.3（1英尺0英寸）。总可用机库面积5,450平方（58,700平方英尺），可容纳43架舰载机：20架菲施勒Fi 167鱼雷轰炸机（18架存放于下层机库，2架在上层）、13架容克斯Ju 87C俯冲轰炸机（存放于上层）及10架梅塞施密特Bf 109T战斗机（存放于上层）。

#### 升降机
齐柏林伯爵级航母沿飞行甲板中线设有三台电动升降机：一台位于舰艏，邻近舰岛前部；一台位于舰体中部；一台位于舰艉。升降机为八边形，尺寸13（43英尺）x 14（46英尺），设计可转运最大重量5.5公吨的舰载机至各层甲板。

#### 弹射器
飞行甲板前端安装两台德意志工厂（Deutsche Werke）压缩空气驱动伸缩式弹射器，用于助力起飞。弹射器长23（75英尺），设计可将2,500（5,500磅）战斗机加速至约140每小時（87英里每小時），或将5,000（11,000磅）轰炸机加速至130每小時（81英里每小時）。
飞行甲板上的弹射器后方设有双轨系统，延伸至前部与中部升降机。机库内，舰载机需通过起重机吊装至折叠式发射车——此方法亦曾被提议用于美国海军埃塞克斯级航母，但因耗时过长遭弃用。飞机与发射车组合体将由升降机提升至飞行甲板，沿轨道推送至弹射器起始点。触发弹射时，压缩空气爆发将推动弹射轨道内的活动滑轨前移。
每架飞机起飞后，其发射车将滑至滑轨末端但仍保持锁定，直至拖缆解除。滑轨缩回弹射轨道井且拖缆脱钩后，发射车需人工推至回收平台，降至“B”甲板的艏楼甲板，随后经另一组轨道推回上层机库重复使用。弹射轨道未使用时，以金属板整流罩覆盖以防止恶劣天气侵蚀。
理论上，该舰可连续以每30秒一架的频率发射18架舰载机，直至耗尽弹射空气储罐内的压缩空气。储罐需50分钟重新充气。两个储存压缩空气的大型气缸位于飞行甲板下方、主装甲甲板上方的绝缘舱室内，具体位置介于两条弹射轨道之间。此布局仅为其提供轻微战斗损伤防护。绝缘舱室需通电加热至20 °C（68 °F），以防止发射时压缩空气排放导致气缸管道及控制设备表面结冰。
齐柏林伯爵级航母原计划所有舰载机均通过弹射器常规起飞，滑行起飞仅限紧急情况或弹射器因战损/机械故障失效时使用。此规定是否会被严格执行或在后期根据实际试飞与作战经验调整尚存疑问，尤其考虑到压缩空气储罐容量有限且弹射间隔需长时间充气。然而，此系统具备以下优势：无需调整舰体迎风即可发射舰载机（在风力不足无法为重载机提供足够升力时尤为重要），并实现舰载机同时起降。
为加速弹射起飞并省去耗时的引擎预热流程，德国航母计划在机库甲板使用蒸汽预热器保持最多八架舰载机处于待命状态。该系统可使飞机引擎维持在70 °C（158 °F）的工作温度。此外，机油需预先在独立保温舱中加热，起飞前通过手动泵注入飞机引擎。舰载机经升降机提升至飞行甲板后，若需维持油温，可插入甲板电源接口使用电预热器。否则，因引擎已处于或接近正常工作温度，舰载机可立即弹射起飞。

#### 拦阻装置
飞行甲板后部设有四根拦阻索，中部升降机前后另设两根应急拦阻索。原始图纸显示前部升降机前后还有四根附加拦阻索（可能用于在舰艏上方回收舰载机），但可能在最终配置中被移除。为辅助夜间降落，拦阻索配备霓虹灯照明系统。

#### 风障
齐柏林伯爵级航母在中部与前部升降机前方安装了两道高4（13英尺）、带缝隙的钢制防风屏障。其设计可将飞行甲板风速在屏障后方约40（130英尺）范围内降低。未使用时，可降至与甲板齐平以便舰载机通过。

#### 舰岛

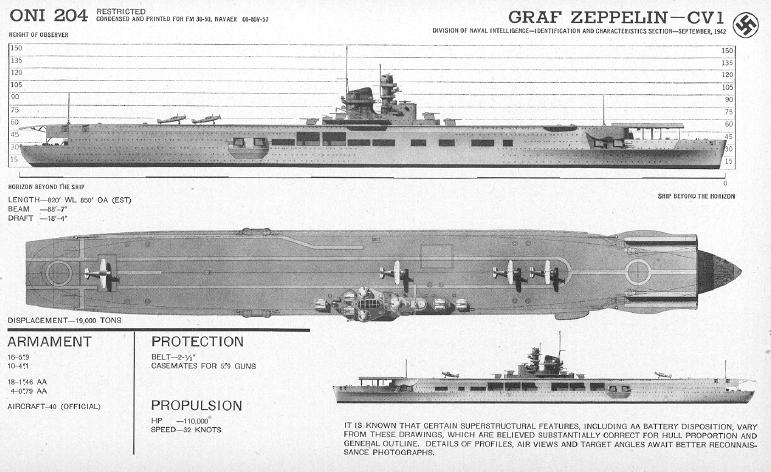
“齐柏林伯爵”号上层建筑相对于飞行甲板的位置。

齐柏林伯爵级航母的右舷岛式上层建筑内设指挥桥、导航桥及绘图室，并作为三座探照灯、四座穹顶稳定式火控指挥仪及一座大型垂直烟囱的安装平台。为平衡岛式结构重量，航母飞行甲板与机库相对舰体纵轴向左舷偏移0.5（1英尺8英寸）。1942年提出的设计改进包括增设高大的战斗机引导塔（fighter-director tower）、对空搜索雷达天线及烟囱弧形顶盖，后者旨在防止烟雾与废气侵入装甲防护的战斗机引导舱室。

### 武器
齐柏林伯爵级航母计划分别配备高仰角与低仰角火炮用于防空及反舰作战，而当时其他主要海军国家已转向双用途防空武器并依赖护航舰艇保护航母免受水面威胁。其主反舰武装为16门15（5.9英寸）SK C/28舰炮，分置于八座装甲炮廓内。这些炮位分布于航母上层机库甲板的四角（每角两座），但此布局可能导致恶劣海况下炮位被海水冲毁，尤其是前部炮廓。
首席工程师哈德勒（Hadeler）原计划为航母配备8门此类火炮（每舷4门单装）。但海军军备局（Naval Armaments Office）误解其通过双联装节省空间的提案，反而将火炮数量增至16门，导致需增加弹药储存空间及更多电动升降机供弹。后续在“齐柏林伯爵”号建造期间，曾考虑拆除这些火炮，替换为10.5（4.1英寸）SK C/33型舰炮（安装于飞行甲板下方的舷侧平台上）。但评估发现所需结构改动过于复杂耗时（需对舰体设计进行重大调整），最终搁置该方案。
该级航母的主防空武器为12门10.5（4.1英寸）高射炮，配备六座双联装炮塔，其中三座位于舰岛前方，三座位于后方。当这些火炮向左舷射击时，对飞行甲板停放飞机造成的潜在爆炸冲击波损伤是不可避免的风险，将限制交战期间的航空作业能力。
二级防空武器包括11门双联装37（1.5英寸）SK C/30火炮，这些火炮安装在沿飞行甲板边缘的舷侧炮台上：右舷4门，左舷6门，还有1门安装在舰艏楼（前甲板）上。此外，7门20（0.79英寸）MG C/30 火炮安装在该航母两侧的单装炮架平台上：左舷4门，右舷3门。后来，这些火炮被更换成了四联装高射炮（Flakvierling）炮架。

## 特拉弗明德的飞行测试
1937年，鉴于“齐柏林伯爵”号计划于次年年底下水，位于波罗的海沿岸特拉沃明德的德国空军实验测试设施（海上试验场，简称 E-Stelle See，是第三帝国四处此类试验场之一，总部设在雷希林）启动了一项为期较长的航母舰载机原型测试项目。该项目包括进行模拟航母着舰和起飞操作，以及培训未来的航母舰载机飞行员。
跑道上绘制了“齐柏林伯爵”号飞行甲板的轮廓，然后在横跨跑道宽度设置的阻拦索上方进行模拟着舰操作。阻拦索连接到由德国机械制造股份公司（杜伊斯堡）制造的机电制动装置上。1938年3月，使用亨克尔He 50、阿拉多Ar 195和Ar 197飞机开始进行测试。后来，不来梅的阿特拉斯工厂提供了一种更强大的制动绞盘，这使得像菲泽勒Fi 167和容克斯Ju 87等较重的飞机也能够进行测试。解决了一些初期问题后，德国空军的飞行员在1800次尝试中成功进行了1500次制动着舰操作。
弹射演练使用的是一个安装在驳船上的气动弹射器，该弹射器长20（66英尺），停泊在特拉沃河河口。由德国基尔工厂（DWK）制造、亨克尔设计的这款弹射器，根据风力条件，能够将飞机加速到145每小時（90英里每小時）的速度。测试飞机首先用起重机吊运到可折叠的发射滑车上，吊运方式与“齐柏林伯爵”号上的吊运方式一致。
弹射器测试计划于1940年4月启动，到5月初时已进行了36次弹射，所有测试均被仔细记录并拍摄下来供日后研究：其中阿拉多Ar 197型飞机弹射17次，经改装的容克斯Ju 87B型俯冲轰炸机弹射15次，改装后的梅塞施密特Bf 109D型战斗机弹射4次。后续测试继续进行，到6月时，德国空军高层已对弹射器系统的性能完全满意。

## 舰载机

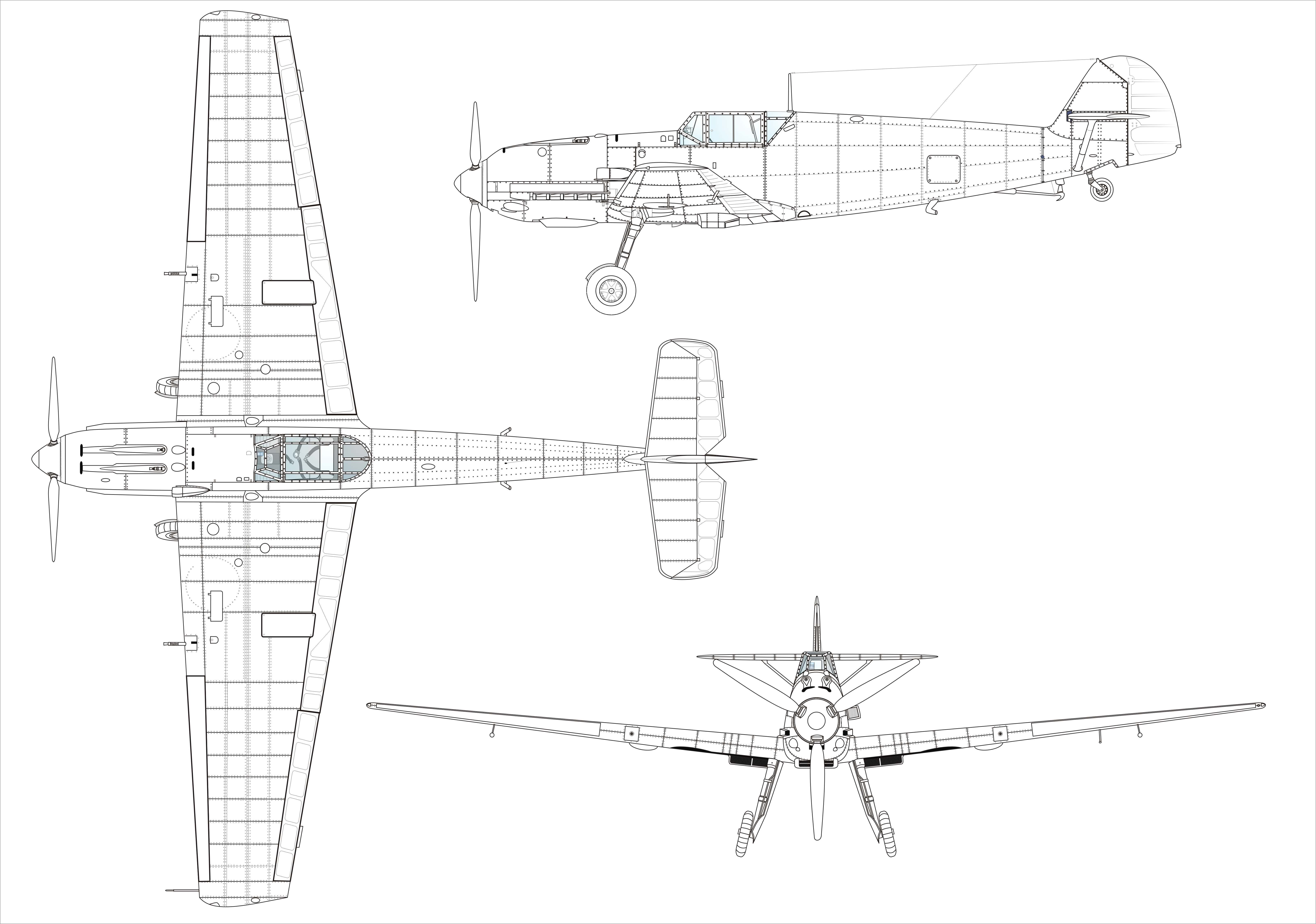
Bf 109T-1

齐柏林伯爵级航空母舰预期承担的角色是作为海上侦察平台，其最初规划的舰载机编队反映了这一重点部署：20架用于侦察和鱼雷攻击的菲泽勒Fi 167双翼机、10架梅塞施密特Bf 109战斗机以及13架容克斯Ju 87俯冲轰炸机。后来，由于日本、英国和美国的航母战术理念从单纯的侦察任务转向进攻性作战任务，舰载机配置变更为30架Bf 109战斗机和12架Ju 87俯冲轰炸机。
1938年末，帝国航空部技术办公室（Technische Amt RLM）要求梅塞施密特位于奥格斯堡的设计局制定梅塞施密特Bf 109E战斗机的舰载机版本计划，该版本被命名为Bf 109T（“T”代表“Träger”，意为“航母舰载机”）。到1940年12月，帝国航空部决定仅完成7架可装备航母的Bf 109T-1型飞机，其余的则改装为陆基型Bf 109T-2型飞机，因为“齐柏林伯爵”号的相关工作早在当年4月就已停止，而且短期内似乎不太可能让该航母服役。
当“齐柏林伯爵”号的相关工程停止时，Bf 109T-2型飞机被部署到了挪威。1941年末，当人们对完成“齐柏林伯爵”号的建造工作重燃兴趣时，幸存的Bf 109T-2型飞机被从前线撤回，以便再次为它们登上航母执行任务做准备。7架Bf 109T-2型飞机被改装成T-1型标准，并于1942年5月19日移交给了德国海军。截至12月，共有48架Bf 109T-2型飞机被改回T-1型。其中46架部署在东普鲁士的皮劳，留作航母使用。到1943年2月，“齐柏林伯爵”号上的所有建造工作都已停止，这些飞机于4月重新归德国空军使用。

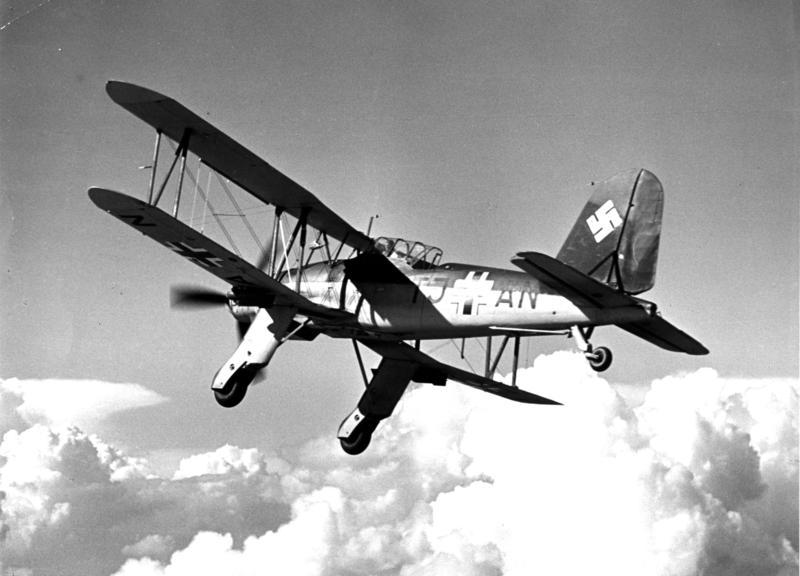
一架菲泽勒Fi 167，可见其尾钩。

1940年5月，“齐柏林伯爵”号的建造工作暂停，已完工的12架菲泽勒Fi 167被编入第167试验飞行中队，以便开展进一步的作战试验。两年后的 1942 年 5 月，当该航母的建造工作重新启动时，菲泽勒Fi 167已不再被认为能胜任其预定任务，技术办公室决定用经过改装、可携带鱼雷的容克斯Ju 87D型飞机来取代它。曾制造了10架预生产型的容克斯Ju 87C-0，并将其送往雷希林和特拉沃明德的测试机构，在那里这些飞机接受了广泛的服役试验，包括弹射起飞和模拟着舰。在订购的170架容克斯Ju 87C-1中，只有少数完工，1940年5月“齐柏林伯爵”号建造工作的暂停导致了整个订单的取消。现存的飞机以及那些正在制造中的机身最终被改装回容克斯Ju 87B-2型。
1942年初，当“齐柏林伯爵”号有可能完工时，为在地中海执行反舰任务而开发能携带鱼雷的Ju 87D型飞机的工作已经展开。由于菲泽勒Fi 167此时已被认为过时，帝国航空部技术办公室要求容克斯公司将Ju 87D-4改装成可舰载的鱼雷轰炸机兼侦察机，型号定为Ju 87E-1。但在1943年2月，“齐柏林伯爵”号所有后续建造工作彻底停止，整个相关订单也被取消。那些改装成能携带鱼雷的Ju 87D型飞机没有一架投入实际作战使用。
到1942年5月下令恢复齐柏林伯爵号建造工作时，原先的Bf 109T舰载战斗机已被认为过时。至1942年9月，新型舰载战斗机Me 155的详细设计方案已全部完成。当德国海军意识到“齐柏林伯爵”号至少还需要两年才能服役时，梅塞施密特公司被非正式告知搁置该战斗机研发项目。该型舰载机始终未能制造出原型机。
1938年8月1日，在“齐柏林伯爵”号预定下水日期前四个月，德国空军于勃尔格附近的鲁根岛组建了第一支舰载航空单位——第186舰载航空大队第一中队（Trägergruppe I/186）。该单位由三个中队（Staffeln）组成，计划在两艘航母建成后部署舰上服役。然而到10月时，由于船厂施工延误，加之两艘航母何时能进行海试尚不确定，考虑到维持如此庞大的航空大队成本过高，该单位最终被解散。取而代之的是，同年11月1日新组建了单一的第6舰载战斗机中队（6./186），由海因里希·塞利格上尉（Cpt. Heinrich Seeliger）指挥。
此后，又增设了第4俯冲轰炸机中队（4./186），装备Ju 87B型轰炸机，由布兰特纳上尉（Cpt. Blattner）指挥。六个月后，即1939年7月，组建了第二支战斗机中队——第5中队（5./186），由格哈德·卡多中尉（Oblt. Gerhard Kadow）指挥，部分人员由从6./186中队抽调的飞行员组成。至8月，这三个中队被重组为第186舰载航空大队第二中队（Trägergruppe II/186），由瓦尔特·哈根少校（Maj. Walter Hagen）统率，而此时预计“齐柏林伯爵”号将于1940年夏季前完成服役测试。

## 同级舰

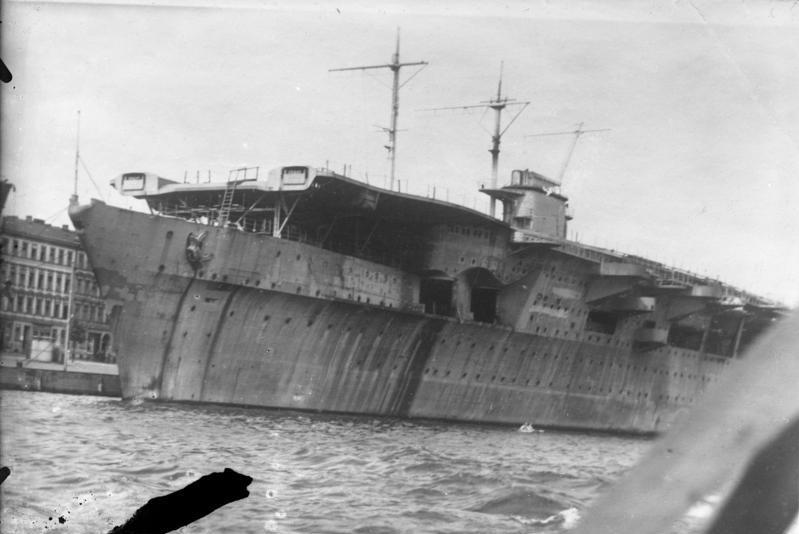
1941年中期，停泊于斯德丁（今什切青）的“齐柏林伯爵”号。图中可见改进后的“大西洋舰艏”、两处尚未安装15厘米（5.9英寸）舰炮的炮廓空位（位于烟囱正下方及前方）、伸缩式桅杆以及飞行甲板上双弹射器轨道的末端。

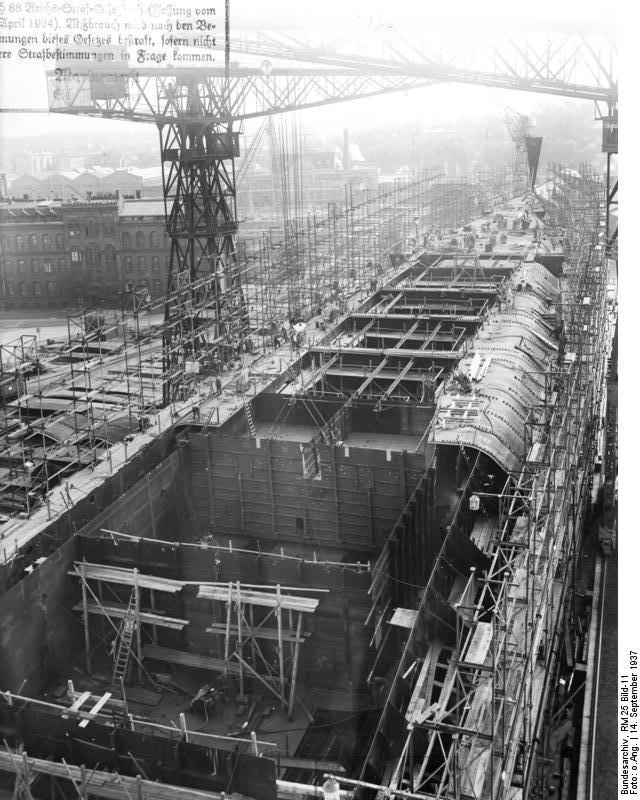
1937年9月，正在建造装甲甲板的“齐柏林伯爵”号航空母舰。

德国海军两艘航母的建造工程自开工以来便进展迟缓，这既是因为焊工短缺，也源于材料供应延误。

### “齐柏林伯爵”号
“齐柏林伯爵”号航空母舰（代号为航空母舰A号，Flugzeugträger A）的建造始于1936年。该舰于当年12月28日安放龙骨，1938年12月8日下水。至1940年4月时，该舰仍未完工，因战略形势变化导致工程暂停。到1942年初，航母在现代海战中的价值已得到充分验证，在希特勒授权下，德国海军最高司令部于1942年5月13日下令恢复该舰的建造工程。
由于技术问题（如需要专门设计新型舰载机）以及现代化改造需求，工程进度一再拖延。德国海军参谋部希望所有改进工作能在1943年4月前完成，并计划同年8月进行首次海试。但至1943年1月末，希特勒对德国海军（尤其是其水面舰队的作战表现）已极度失望，遂下令将所有大型舰艇退出现役并作报废处理。1943年2月2日，“齐柏林伯爵”号的建造工程被永久终止。
在随后的两年中，“齐柏林伯爵”号辗转停泊于波罗的海多个港口。1945年4月25日，在苏联红军逼近之际，该舰被德军自沉于斯德丁（今波兰什切青）港内。战后苏联方面将其打捞出水，1947年作为靶船击沉。2006年，波兰研究者在波罗的海弗瓦迪斯瓦沃沃附近海域、海尔半岛顶端处发现了该舰残骸。

### 航空母舰B
该舰建造合同于1938年授予基尔的弗里德里希·克虏伯日耳曼尼亚船厂，原定于1940年7月1日下水。航空母舰B号（Flugzeugträger B）的建造工程虽于1938年启动，但1939年9月19日因德国与英法开战，建造重点转向U型潜艇而被迫停工。此时船体仅完成至装甲甲板部分，在船台上锈蚀近五个月后，雷德尔海军元帅于1940年2月28日下令将其彻底拆解。
德国海军在舰船下水前从不予以正式命名，因此该舰从未获得正式命名，仅获得代号“B”（“A”为“齐柏林伯爵”号下水前的代号）。也有来源记载若该舰最终建成，可能以第一次世界大战期间海军飞艇部队指挥官彼得·施特拉塞之名，命名为“彼得·施特拉塞”号航空母舰。

### 航空母舰C和D
1937年，德国海军计划追加建造两艘齐柏林伯爵级航空母舰，官方代号为C与D。这两艘航母原计划于1943年前形成战斗力。然而至1938年末，该计划调整为仅建造两艘航母，后续舰艇则改为建造更小型的航母。

## 脚注

### 引文
1. ↑  王子午 (2013)，第175頁.
2. ↑  王子午 (2013)，第174頁.
3. ↑  王义山 (1997)，第270頁.
4. ↑  俞东海，第156頁.
5. 1 2 3 4  Gardiner & Chesneau (1980)，第226頁.
6. ↑  Reynolds (1967)，第42頁.
7. ↑  Reynolds (1967)，第43頁.
8. ↑  Gardiner & Chesneau (1980)，第226–227頁.
9. 1 2 3  Reynolds (1967)，第44頁.
10. 1 2  Gardiner & Chesneau (1980)，第227頁.
11. 1 2  Breyer (1989)，第11頁.
12. ↑  Gröner (1990)，第71頁.
13. ↑  Gardiner & Chesneau (1980)，第220頁.
14. ↑  Gröner (1990)，第71–72頁.
15. ↑  Gröner (1990)，第72頁.
16. 1 2  Breyer (2004)，第33頁.
17. 1 2 3  Whitley (1985)，第157頁.
18. ↑  Brown (1977)，第9頁.
19. ↑  Whitley (1984)，第31頁.
20. ↑  Breyer (1989)，第14頁.
21. 1 2 3 4  Whitley (1985)，第159頁.
22. 1 2  Brown (1977)，第10頁.
23. ↑  Breyer (2004)，第52頁.
24. 1 2 3 4  Whitley (1985)，第155頁.
25. 1 2 3 4  Breyer (2004)，第54頁.
26. 1 2  Wagner & Wilske (2007)，第54–56頁.
27. ↑  Burke (2007)，第87頁.
28. 1 2  Marshall (1994)，第23頁.
29. ↑  Burke (2007)，第86頁.
30. ↑  Breyer (1989)，第30頁.
31. ↑  Breyer (1989)，第I頁.
32. ↑  Breyer (2004)，第18頁.
33. ↑  Breyer (2004)，第43頁.
34. ↑  Breyer (2004)，第44頁.
35. ↑  Breyer (2004)，第48頁.
36. ↑  Reynolds (1967)，第46頁.
37. ↑  Israel (2003)，第66頁.
38. ↑  Breyer (2004)，第66頁.
39. ↑  Breyer (2004)，第67頁.
40. ↑  Israel (2003)，第65頁.
41. ↑  Marshall (1994)，第16頁.
42. ↑  Marshall (1994)，第24頁.
43. ↑  Breyer (2004)，第69頁.
44. ↑  Breyer (2004)，第62頁.
45. ↑  Green (1979)，第169頁.
46. ↑  Breyer (2004)，第72頁.
47. ↑  Breyer (2004)，第73頁.
48. ↑  Green (1979)，第88頁.
49. 1 2  Breyer (2004)，第55頁.
50. ↑  刘怡 (2009)，第353頁.
51. ↑  Whitley (1984)，第30頁.
52. ↑  Reynolds (1967)，第47頁.
53. ↑  Breyer (1989)，第31頁.
54. 1 2  Breyer (1989)，第32頁.
55. ↑  Chesneau (1998)，第76-77, 190頁.
56. ↑  Breyer (2004)，第14頁.
57. ↑  王子午 (2013)，第173頁.
58. ↑  Ireland (1998)，第176頁.
59. ↑  刘怡 (2009)，第349頁.
60. ↑  Dreessen (2000)，第101頁.

## 拓展阅读
- Burke, Stephen & Adam Olejnik. . Stephen Burke Books. 2010. ISBN 978-0-9564790-0-6.
- Faulkner, Marcus. . War in History (SagePub). 2012, 19 (4): 492–516. S2CID 108704626. doi:10.1177/0968344512455974.
- Israel, Ulrich H.-J. . Hamburg: Verlag Koehler/Mittler. 1994.
- Mueller, William B. . Sea Classics, Vol. 51, no.3. March 2018.